# Силва Роша, Адемар
Адемар да Силва ди Оливейра Роша (порт.-браз. Adhemar da Silva de Oliveira Rocha; 2 июля 1908, Валенса — 14 ноября 1975, Рио-де-Жанейро) — бразильский шахматист.
Чемпион Бразилии 1941 года (победил в отборочных соревнованиях, матч с В. Крусом не состоялся, звание чемпиона присвоено в 1949 году решением Шахматной федерации Бразилии).
Чемпион штата Рио-де-Жанейро 1934, 1935, 1937 годов.
В составе сборной Бразилии участник неофициальной и официальной шахматных олимпиад.
Участник чемпионата Южной Америки (1934 / 1935 год) и крупного международного турнира в Монтевидео (1938).
В 1939 году вместе с О. Тромповским, В. Крусом, О. Крусом и Р. Шарлиером участвовал в показательных выступлениях чемпиона мира А. А. Алехина в Рио-де-Жанейро.
Умер скоропостижно от остановки сердца.

## Спортивные результаты
| Год         | Город          | Соревнование                                                    | + | − | = | Результат | Место |
| ----------- | -------------- | --------------------------------------------------------------- | - | - | - | --------- | ----- |
| 1934        | Рио-де-Жанейро | Чемпионат штата Рио-де-Жанейро                                  |   |   |   |           | 1     |
| 1934 / 1935 | Буэнос-Айрес   | Чемпионат Южной Америки                                         | 6 | 5 | 5 | 8½ из 16  | 6—10  |
| 1935        | Рио-де-Жанейро | Чемпионат штата Рио-де-Жанейро                                  |   |   |   |           | 1     |
| 1936        | Мюнхен         | Неофициальная шахматная олимпиада (сборная Бразилии, 4-я доска) | 3 | 8 | 9 | 7½ из 20  |       |
| 1937        | Рио-де-Жанейро | Чемпионат штата Рио-де-Жанейро                                  |   |   |   |           | 1     |
| 1938        | Монтевидео     | Международный турнир                                            | 6 | 2 | 7 | 9½ из 15  | 4     |
| 1939        | Буэнос-Айрес   | VIII Олимпиада (сборная Бразилии, 2-я доска)                    | 5 | 3 | 8 | 9 из 16   |       |